# Oides clarkii
Oides clarkii es una especie de insecto coleóptero de la familia Chrysomelidae.
Fue descrita científicamente en 1833 por Jacoby.